# 平群町立平群西小学校
平群町立平群西小学校（へぐりちょうりつ へぐりにししょうがっこう）は、かつて奈良県平群町に所在した公立小学校。通称「西小」と呼ばれていた。

## 沿革

### 年表
- 1874年（明治7年）6月9日 - 「第三大学区第十三中学区第六十四番小学至誠館」として、西宮村の山祇神社に開校[1]。
- 1875年（明治8年） - 「西宮小学」に改称[2]。
- 1876年（明治9年） - 若井村に分校を開設（1879年まで）[3]。
- 1877年（明治10年） - 白石畑村に分校を開設[3]。
- 1881年（明治14年） - 「西宮小学校」に改称[2]。
- 1883年（明治16年） - 白石畑村に分校を開設（1888年まで）[4]。
- 1885年（明治18年） - 教室棟1棟を建設[5]。
- 1887年（明治20年）4月 - 「西宮尋常小学校」に改称。福貴畑村と久安寺村に分校を開設[6]。
- 1888年（明治21年）3月 - 高等小学科を開設（1年間）[6]。
- 1889年（明治22年） - 信貴畑小学校を当校の分校に移行[7]。
- 1895年（明治28年）
  - 福貴畑・久安寺・信貴畑の3分教場を廃止[8]。
  - 12月9日 - 大字福貴に新校舎を落成[9]。
- 1896年（明治29年） - 椿井地区に分教場を開設（1901年まで）[10]。
- 1899年（明治32年）9月 - 校地を拡張し、校舎を増築[9]。
- 1901年（明治34年） - 高等科を開設し、「西宮尋常高等小学校」に改称[11]。
- 1902年（明治35年）
  - 6月 - 運動場を設置[9]。
  - 西宮農業補習学校を併設[12]。
- 1922年（大正11年） - 平群尋常高等小学校へ統合され、「平群尋常高等小学校第一分教場」に移行[13]。
- 1927年（昭和2年）9月 - 本校から独立し、「平群西尋常高等小学校」となる[14]。
- 1934年（昭和9年）9月21日 - 室戸台風により校舎が被災[15]。
- 1941年（昭和16年）4月1日 - 国民学校令施行により、「平群西国民学校」に改称[16]。
- 1947年（昭和22年）4月1日 - 学校教育法施行により、「平群村立平群西小学校」に改称[17]。
- 1971年（昭和46年）2月1日 - 町制施行により、「平群町立平群西小学校」に改称。
- 1975年（昭和50年）- 新校舎を落成[18]。
- 1984年（昭和59年） - 運動場を拡張[18]。
- 2014年（平成26年）- 児童数の減少により平群町立平群東小学校と統合し、平群町立平群小学校となった。140年の歴史に幕を閉じた。

## アクセス
- 近鉄生駒線 - 平群駅から徒歩25分